# Kooks (David Bowie)
Kooks è un brano musicale scritto dall'artista inglese David Bowie, quinta traccia dell'album Hunky Dory del 1971.
Il titolo del brano è stato fonte d'ispirazione per l'omonima band indie rock britannica.

## Il brano
Duncan Zowie Haywood Jones, futuro regista cinematografico, era nato il 30 maggio 1971 e Bowie scrisse Kooks in quei giorni, abbastanza velocemente da eseguirla per la prima volta nella sessione BBC del 3 giugno, appena quattro giorni dopo. «Avevo appena ascoltato un album di Neil Young quando mi telefonarono per dirmi che mia moglie aveva dato alla luce un bambino la domenica mattina e allora decisi di dedicargli questo brano», annunciò al pubblico presente in studio, precisando che il testo non era ancora definitivo.
Dedicata al "Piccolo Z", come riportano le note di copertina, Kooks è un affettuoso messaggio augurale di chi è appena diventato padre, una canzone orecchiabile guidata da un pianoforte vaudeville che in un certo senso rappresenta l'opposto di Oh! You Pretty Things, altra traccia di Hunky Dory in cui la paternità è vista come una inevitabile e predeterminata obsolescenza. «Il bambino era nato», riportano le note dell'album, «e somigliava a me e a Angie. La canzone nacque un po' come una cosa tipo "se rimani con noi diventerai uno svitato"». Ciò nonostante il testo cattura anche lo smarrimento che molte persone affrontano diventando genitori:
Il produttore Ken Scott, che amava questa traccia, suggerì a Bowie di fare un intero album di canzoni per bambini, cosa che il cantante prese in considerazione ma che non portò mai avanti.

## Registrazione
Il brano venne registrato come demo alla fine del 1970, con Bowie alla chitarra acustica e alcune piccole variazioni di testo, mentre la versione di Hunky Dory incisa ai Trident Studios nel luglio del 1971 venne rafforzata dall'arrangiamento per archi di Mick Ronson e dalla tromba di Trevor Bolder.

## Formazione
- David Bowie - voce, chitarra acustica
- Mick Ronson - chitarra acustica
- Trevor Bolder - basso, tromba
- Mick Woodmansey - batteria
- Rick Wakeman - pianoforte

## Kooksdal vivo
Il brano venne eseguito dal vivo solo in alcune occasioni nel 1971. Oltre alla sessione BBC del 3 giugno, presente in Bowie at the Beeb e quella del 21 settembre registrata per Sounds of the 70s con Bob Harris, fece parte della scaletta del Glastonbury Fayre del 23 giugno.

## Cover
Tra gli artisti che hanno pubblicato una cover di Kooks:
- i Danny Wilson come singolo nel 1988
- i Tindersticks come singolo nel 1993
- Robbie Williams come bonus track del CD singolo Old Before I Die del 1997
- i Jan in Weight of Loneliness del 2002
- i Motor Ace nella colonna sonora di Garage Days del 2002
- Andrea Perry in Spiders from Venus: Indie Women Artists and Female-Fronted Bands Cover David Bowie del 2004
- The Abbreviations BP in Hero - The MainMan Records Tribute to David Bowie del 2007
- i Sunny Day Sets Fire in Repetition*Bowie - Midfinger's Tribute to David Bowie del 2007
- Brett Smiley in Rebel Rebel (A Tribute To David Bowie) del 2008
- Anna Faroe in Because I Want To del 2010
- Kim Wilde con Hal Fowler in Snapshots del 2011
- Elizabeth Mitchell in Blue Clouds del 2012

Oltre a Robbie Williams, che ha eseguito il brano in numerose occasioni durante il The Show Off Must Go On Tour del 1997, Kooks è stata proposta dal vivo dagli Smashing Pumpkins nel 1993, da Robyn Hitchcock nel 2012 e dai Madness nel 2016.